# Villechauve
Villechauve – miejscowość i gmina we Francji, w Regionie Centralnym, w departamencie Loir-et-Cher.
Według danych na rok 1990 gminę zamieszkiwało 251 osób, a gęstość zaludnienia wynosiła 23 osoby/km² (wśród 1842 gmin Regionu Centralnego Villechauve plasuje się na 890. miejscu pod względem liczby ludności, natomiast pod względem powierzchni na miejscu 1106.).